# Wilhelm Haase-Lampe

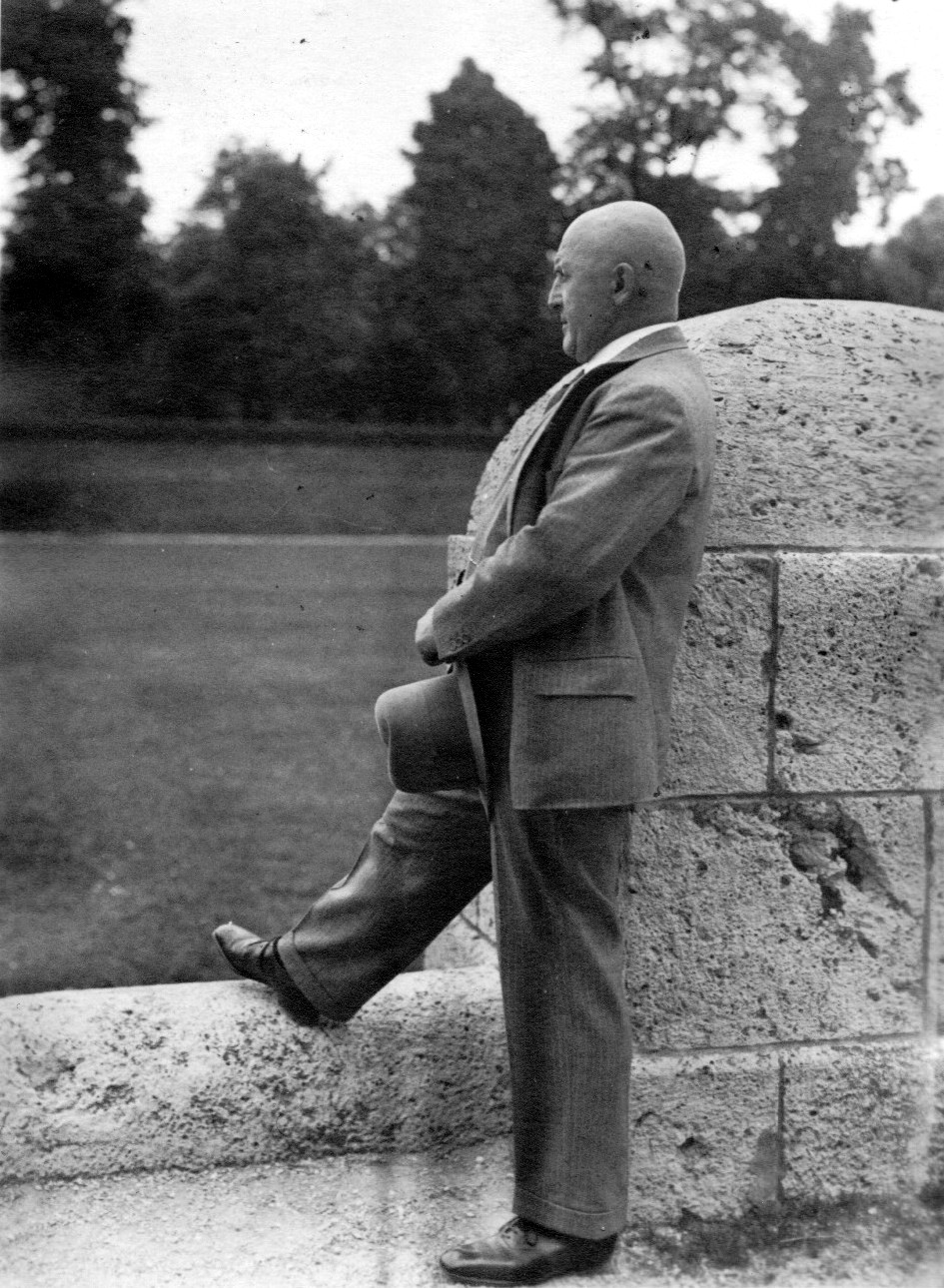
Wilhelm Haase-Lampe um 1930 als Direktor bei Dräger

(Johann) Wilhelm Haase-Lampe (* 16. September 1877 in Bremen; † 12. Februar 1950 in Lübeck) war ein deutscher Journalist, Autor und Direktor der Abteilung für Öffentlichkeitsarbeit des Drägerwerks.

## Leben
Wilhelm Haase-Lampe wurde als Sohn eines Korbmachermeisters geboren und erlernte nach Abschluss der Schule den Beruf des Buchdruckers bei einer Zeitung, wozu auch redaktionelle und journalistische Arbeit gehörte. Danach folgten Wanderjahre, in denen er unterschiedliche Tätigkeiten ausübte und darüber Reportagen verfasste; unter anderem arbeitete er eine Zeit lang im Barsinghausener Steinkohlebergbau als Bergmann. Ab 1897 schrieb er für verschiedene Zeitungen im Ruhrgebiet Berichte und Feuilletons über Bergbau und Hüttenwesen, ehe er zeitweilig nach Westpreußen übersiedelte.

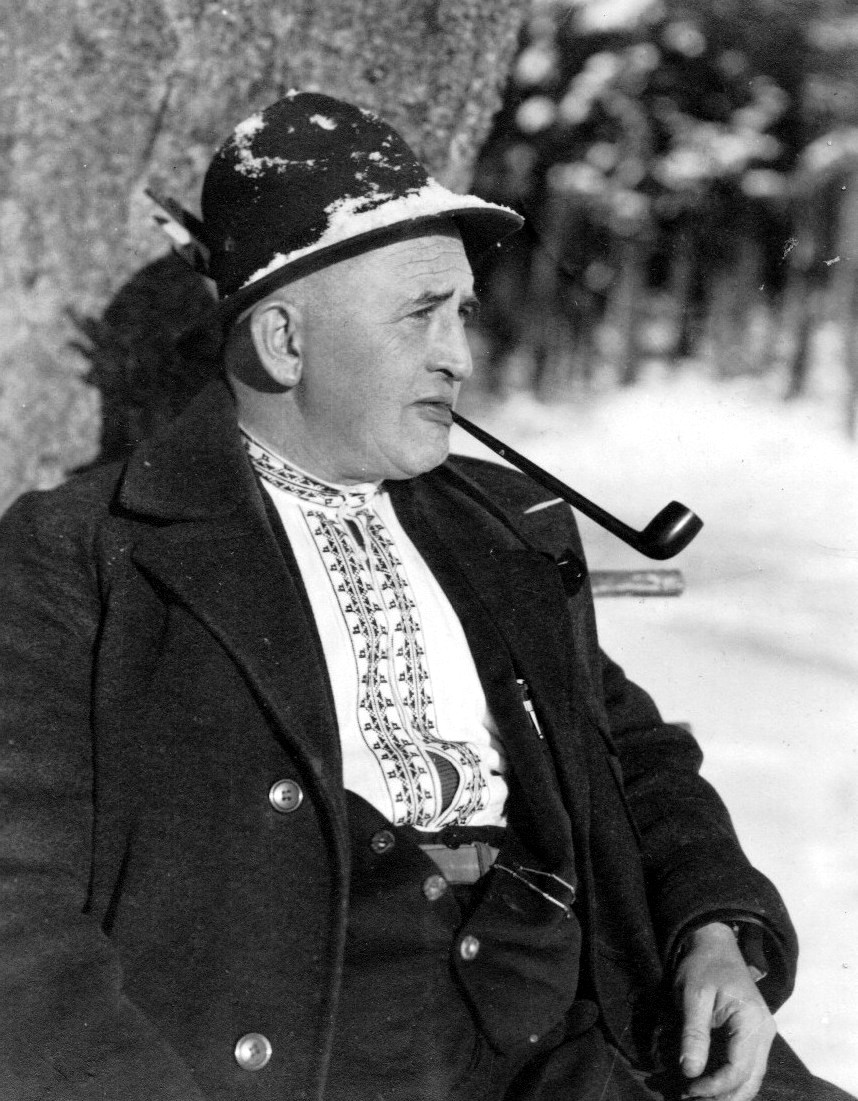
Wilhelm Haase-Lampe, um 1930

Im August 1903 kam Haase-Lampe nach Lübeck und wurde Redakteur beim Lübecker General-Anzeiger. Bei Recherchen zum großen Grubenunglück von Courrières kam Haase-Lampe im Jahr 1906 in Kontakt mit dem im Bereich des Grubenrettungswesens tätigen Drägerwerk Lübeck und seinen Inhabern Heinrich und Bernhard Dräger. 1912 erhielt er, auch aufgrund seiner Erfahrungen im Bergbau, ein Angebot des Drägerwerks, Direktor einer neu zu gründenden Literarischen Abteilung zu werden und damit eine der ersten Abteilungen für Öffentlichkeitsarbeit aufzubauen. Er nahm an und verfasste fortan Gebrauchsanweisungen und Einsatzszenarien für Produkte des Drägerwerks, bearbeitete Kataloge und war Redakteur der ab 1913 erscheinenden Firmenzeitschrift Draeger-Hefte. Haase-Lampe blieb in dieser Position bis zu seiner Pensionierung 1942, war aber noch bis zu seinem Tod als Redakteur der Firmenzeitung tätig. Während seiner Zeit bei Dräger verfasste Haase-Lampe 21 Bücher, besonders zu Themen der Bergbausicherheit und der Entwicklung und Anwendung von Beatmungsgeräten und Atemschutzgeräten.
Wilhelm Haase-Lampe hatte bereits im Kaiserreich offen sozialdemokratische Ansichten vertreten, was jedoch zu keiner Zeit ein Hindernis in seinem guten Verhältnis zur Familie Dräger darstellte oder zu innerbetrieblichen Spannungen führte. Weil er hoffte, hier den "christlichen Sozialismus" zu finden, wurde Haase-Lampe im April 1933 NSDAP-Mitglied. Bereits im darauffolgenden Jahr wurde er wegen kritischer Äußerungen aus der Partei ausgeschlossen. Am 27. Juni 1939 wurde er wegen eines Briefes an Melanie Gaertner, die jüdische Witwe Gustav Gaertners, in dem er zu Ausdruck brachte, dass ihn ihre Diskriminierung durch das nationalsozialistische Regime bedrückte, von Adolf Eichmann denunziert. Für Haase-Lampe blieb die Denunziation jedoch folgenlos.
Neben seiner beruflichen Tätigkeit war Wilhelm Haase-Lampe in Lübeck als Heimatkundler und Heimatschützer aktiv. Im Frühjahr 1924 zählte er zu den Mitbegründern des Vereins für Heimatschutz Lübeck und war Chefredakteur der monatlichen Vereinszeitschrift Heimatblätter, für die er im Zeitraum von 16 Jahren zahlreiche Beiträge verfasste.

## Fotodokumentationen von Kriegsschäden

### Warschau 1939
Anfang Dezember 1939 reiste Haase-Lampe zusammen mit dem Dräger-Oberingenieur Kühnel in das besetzte Warschau. Der Grund der Reise ist unklar. In und um Warschau dokumentierte Haase-Lampe Kriegsschäden an Gebäuden und Fabriken. Mindestens 60 dieser Fotos sind erhalten.

### Lübeck 1942
Nach dem Luftangriff auf Lübeck 1942 fertigte Haase-Lampe zusammen mit seiner Mitarbeiterin Luise Schmidt eine Dokumentation der Schäden mit 303 Aufnahmen an.